# Saint-Michel-en-Brenne
Saint-Michel-en-Brenne è un comune francese di 323 abitanti situato nel dipartimento dell'Indre nella regione del Centro-Valle della Loira.

## Società

### Evoluzione demografica
Abitanti censiti